# Соболиное (озеро)
Соболи́ное — плотино-обвальное озеро в Кабанском районе Бурятии. Одно из крупнейших озёр Хамар-Дабана.
Глубина — около 50 метров. По состоянию на конец 1990-х годов длина озера составляла чуть более 2 км, средняя ширина — 0,5 км. Высота над уровнем моря — 640,1 метра.
Расположено в долине реки Селенгинки, в 15,5 км по прямой к югу от станции Выдрино, в 21 км пути по рекам Снежной и Селенгинке. Окружено лиственнично-кедровой тайгой.
Озеро разделяется протокой на Большое Соболиное и Малое Соболиное озёра.
Выше Соболиного озера, на реке Красной, левом притоке Селенгинки, находится водопад Сказка высотой около 20 метров.